# Torneo de Basilea
El Torneo de Basilea (también conocido como Swiss Indoors Basel) es un torneo oficial de tenis masculino que se disputa en la localidad de Basilea (Suiza), dentro del calendario profesional de la ATP y que se juega en superficie dura bajo techo. Se disputa ininterrumpidamente desde 1970 y, hasta 2008, era de categoría ATP International Series, pero con la reestructuración del calendario subió de categoría a ATP 500.
El tenista que ha logrado mejores resultados ha sido el suizo Roger Federer, con 10 títulos en 15 finales, seguido del sueco Stefan Edberg con 3 trofeos en 5 finales.

## Palmares

### Individual masculino
| Año        | Campeón                                  | Subcampeón                               | Resultado                                |
| ---------- | ---------------------------------------- | ---------------------------------------- | ---------------------------------------- |
| 1976       | Jan Kodeš                                | Jiří Hřebec                              | 6-4, 6-2, 6-3                            |
| 1977       | Björn Borg                               | John Lloyd                               | 6-4, 6-2, 6-3                            |
| 1978       | Guillermo Vilas                          | John McEnroe                             | 6-3, 5-7, 7-5, 6-4                       |
| 1979       | Brian Gottfried                          | Johan Kriek                              | 7-5, 6-1, 4-6, 6-3                       |
| 1980       | Ivan Lendl                               | Björn Borg                               | 6-3, 6-2, 5-7, 0-6, 6-4                  |
| 1981       | Ivan Lendl                               | José Luis Clerc                          | 6-2, 6-3, 6-0                            |
| 1982       | Yannick Noah                             | Mats Wilander                            | 6-4, 6-2, 6-3                            |
| 1983       | Vitas Gerulaitis                         | Wojtek Fibak                             | 4-6, 6-1, 7-5, 5-5, ret.                 |
| 1984       | Joakim Nystrom                           | Tim Wilkison                             | 6-3, 3-6, 6-4, 6-2                       |
| 1985       | Stefan Edberg                            | Yannick Noah                             | 6-7, 6-4, 7-6, 6-1                       |
| 1986       | Stefan Edberg                            | Yannick Noah                             | 7-6, 6-2, 6-7, 7-6                       |
| 1987       | Yannick Noah                             | Ronald Agenor                            | 7-6, 6-4, 6-4                            |
| 1988       | Stefan Edberg                            | Jakob Hlasek                             | 7-5, 6-3, 3-6, 6-2                       |
| 1989       | Jim Courier                              | Stefan Edberg                            | 7-6, 3-6, 2-6, 6-0, 7-5                  |
| 1990       | John McEnroe                             | Goran Ivanišević                         | 6-7, 4-6, 7-6, 6-3, 6-4                  |
| 1991       | Jakob Hlasek                             | John McEnroe                             | 7-6(4), 6-0, 6-3                         |
| 1992       | Boris Becker                             | Petr Korda                               | 3-6, 6-3, 6-2, 6-4                       |
| 1993       | Michael Stich                            | Stefan Edberg                            | 6-4, 6-7(5), 6-3, 6-2                    |
| 1994       | Wayne Ferreira                           | Patrick McEnroe                          | 4-6, 6-2, 7-6(7), 6-3                    |
| 1995       | Jim Courier                              | Jan Siemerink                            | 6-7(2), 7-6(6), 5-7, 6-2, 7-5            |
| 1996       | Pete Sampras                             | Hendrik Dreekmann                        | 7-5, 6-2, 6-0                            |
| 1997       | Greg Rusedski                            | Mark Philippoussis                       | 6-3, 7-6(6), 7-6(3)                      |
| 1998       | Tim Henman                               | Andre Agassi                             | 6-4, 6-3, 3-6, 6-4                       |
| 1999       | Karol Kučera                             | Tim Henman                               | 6-2, 6-3                                 |
| 2000       | Thomas Enqvist                           | Roger Federer                            | 6-2, 4-6, 7-6(4), 1-6, 6-1               |
| 2001       | Tim Henman                               | Roger Federer                            | 6-3, 6-4, 6-2                            |
| 2002       | David Nalbandián                         | Fernando González                        | 6-4, 6-3, 6-2                            |
| 2003       | Guillermo Coria                          | David Nalbandián                         | ret.                                     |
| 2004       | Jiří Novák                               | David Nalbandián                         | 5-7, 6-3, 6-4, 1-6, 6-2                  |
| 2005       | Fernando González                        | Marcos Baghdatis                         | 6-7(8), 6-3, 7-5, 6-4                    |
| 2006       | Roger Federer                            | Fernando González                        | 6-3, 6-2, 7-6(3)                         |
| 2007       | Roger Federer                            | Jarkko Nieminen                          | 6-3, 6-4                                 |
| 2008       | Roger Federer                            | David Nalbandián                         | 6-3, 6-4                                 |
| 2009       | Novak Djokovic                           | Roger Federer                            | 6-4, 4-6, 6-2                            |
| 2010       | Roger Federer                            | Novak Djokovic                           | 6-4, 3-6, 6-1                            |
| 2011       | Roger Federer                            | Kei Nishikori                            | 6-1, 6-3                                 |
| 2012       | Juan Martín del Potro                    | Roger Federer                            | 6-4, 6-7(5), 7-6(3)                      |
| 2013       | Juan Martín del Potro                    | Roger Federer                            | 7-6(3), 2-6, 6-4                         |
| 2014       | Roger Federer                            | David Goffin                             | 6-2, 6-2                                 |
| 2015       | Roger Federer                            | Rafael Nadal                             | 6-3, 5-7, 6-3                            |
| 2016       | Marin Čilić                              | Kei Nishikori                            | 6-1, 7-6(5)                              |
| 2017       | Roger Federer                            | Juan Martín del Potro                    | 6-7(5), 6-4, 6-3                         |
| 2018       | Roger Federer                            | Marius Copil                             | 7-6(5), 6-4                              |
| 2019       | Roger Federer                            | Álex de Miñaur                           | 6-2, 6-2                                 |
| 2020- 2021 | No disputado por la pandemia de COVID-19 | No disputado por la pandemia de COVID-19 | No disputado por la pandemia de COVID-19 |
| 2022       | Félix Auger-Aliassime                    | Holger Rune                              | 6-3, 7-5                                 |
| 2023       | Félix Auger-Aliassime                    | Hubert Hurkacz                           | 7-6(3), 7-6(5)                           |
| 2024       | Giovanni Mpetshi Perricard               | Ben Shelton                              | 6-4, 7-6(4)                              |

### Dobles masculino
| Año        | Campeones                                | Subcampeones                             | Resultado                                |
| ---------- | ---------------------------------------- | ---------------------------------------- | ---------------------------------------- |
| 1976       | Frew McMillan Tom Okker                  | Jiří Hřebec Jan Kodeš                    | 6-4, 7-6, 6-4                            |
| 1977       | Mark Cox Buster Mottram                  | John Feaver John James                   | 7-5, 6-4, 6-3                            |
| 1978       | Wojtek Fibak John McEnroe                | Bruce Manson Andrew Pattison             | 7-6, 7-5                                 |
| 1979       | Bob Hewitt Frew McMillan                 | Brian Gottfried Raúl Ramírez             | 6-3, 6-4                                 |
| 1980       | Kevin Curren Steve Denton                | Bob Hewitt Frew McMillan                 | 6-7, 6-4, 6-4                            |
| 1981       | José Luis Clerc Ilie Năstase             | Markus Günthardt Pavel Složil            | 7-6, 6-7, 7-6                            |
| 1982       | Henri Leconte Yannick Noah               | Fritz Buehning Pavel Složil              | 6-2, 6-2                                 |
| 1983       | Pavel Složil Tomáš Šmíd                  | Stefan Edberg Florin Segărceanu          | 6-1, 3-6, 7-6                            |
| 1984       | Pavel Složil Tomáš Šmíd                  | Stefan Edberg Tim Wilkison               | 7-6, 6-2                                 |
| 1985       | Tim Gullikson Tom Gullikson              | Mark Dickson Tim Wilkison                | 4-6, 6-4, 6-4                            |
| 1986       | Guy Forget Yannick Noah                  | Jan Gunnarsson Tomáš Šmíd                | 7-6, 6-4                                 |
| 1987       | Anders Järryd Tomáš Šmíd                 | Stanislav Birner Jaroslav Navratil       | 6-4, 6-3                                 |
| 1988       | Jakob Hlasek Tomáš Šmíd                  | Jeremy Bates Peter Lundgren              | 6-3, 6-1                                 |
| 1989       | Udo Riglewski Michael Stich              | Omar Camporese Claudio Mezzadri          | 6-3, 4-6, 6-0                            |
| 1990       | Stefan Kruger Christo Van Rensburg       | Neil Broad Gary Muller                   | 4-6, 7-6, 6-3                            |
| 1991       | Jakob Hlasek Patrick McEnroe             | Petr Korda John McEnroe                  | 3-6, 7-6, 7-6                            |
| 1992       | Tom Nijssen Cyril Suk                    | Karel Nováček David Rikl                 | 6-3, 6-4                                 |
| 1993       | Byron Black Jonathan Stark               | Brad Pearce Dave Randall                 | 3-6, 7-5, 6-3                            |
| 1994       | Patrick McEnroe Jared Palmer             | Lan Bale John-Laffnie De Jager           | 6-3, 7-6                                 |
| 1995       | Cyril Suk Daniel Vacek                   | Mark Keil Peter Nyborg                   | 3-6, 6-3, 6-3                            |
| 1996       | Yevgeny Kafelnikov Cyril Suk             | David Adams Menno Oosting                | 6-3, 6-4                                 |
| 1997       | Tim Henman Marc Rosset                   | Karsten Braasch Jim Grabb                | 7-6, 6-7, 7-6                            |
| 1998       | Olivier Delaître Fabrice Santoro         | Piet Norval Kevin Ullyett                | 6-3, 7-6                                 |
| 1999       | Brent Haygarth Aleksandar Kitinov        | Jiří Novák David Rikl                    | 0-6, 6-4, 7-5                            |
| 2000       | Donald Johnson Piet Norval               | Roger Federer Dominik Hrbatý             | 7-6, 4-6, 7-6                            |
| 2001       | Ellis Ferreira Rick Leach                | Mahesh Bhupathi Leander Paes             | 7-6, 6-4                                 |
| 2002       | Bob Bryan Mike Bryan                     | Mark Knowles Daniel Nestor               | 7-6, 7-5                                 |
| 2003       | Mark Knowles Daniel Nestor               | Lucas Arnold Ker Mariano Hood            | 6-4, 6-2                                 |
| 2004       | Bob Bryan Mike Bryan                     | Lucas Arnold Ker Mariano Hood            | 7-6, 6-2                                 |
| 2005       | Agustín Calleri Fernando González        | Stephen Huss Wesley Moodie               | 7-5, 7-5                                 |
| 2006       | Mark Knowles Daniel Nestor               | Mariusz Fyrstenberg Marcin Matkowski     | 4-6, 6-4, [10-8]                         |
| 2007       | Bob Bryan Mike Bryan                     | James Blake Mark Knowles                 | 6-1, 6-1                                 |
| 2008       | Mahesh Bhupathi Mark Knowles             | Christopher Kas Philipp Kohlschreiber    | 6-3, 6-3                                 |
| 2009       | Daniel Nestor Nenad Zimonjić             | Bob Bryan Mike Bryan                     | 6-2, 6-3                                 |
| 2010       | Bob Bryan Mike Bryan                     | Daniel Nestor Nenad Zimonjić             | 6-3, 3-6, [10-3]                         |
| 2011       | Michaël Llodra Nenad Zimonjić            | Daniel Nestor Max Mirnyi                 | 6-4, 7-5                                 |
| 2012       | Daniel Nestor Nenad Zimonjić             | Treat Conrad Huey Dominic Inglot         | 7-5, 6-7(4), [10-5]                      |
| 2013       | Treat Huey Dominic Inglot                | Julian Knowle Oliver Marach              | 3-6, 6-3, [10-4]                         |
| 2014       | Vasek Pospisil Nenad Zimonjić            | Marin Draganja Henri Kontinen            | 7-6(13), 1-6, [10-5]                     |
| 2015       | Alexander Peya Bruno Soares              | Jamie Murray John Peers                  | 7-5, 7-5                                 |
| 2016       | Marcel Granollers Jack Sock              | Robert Lindstedt Michael Venus           | 6-3, 6-4                                 |
| 2017       | Ivan Dodig Marcel Granollers             | Fabrice Martin Édouard Roger-Vasselin    | 7-5, 7-6(6)                              |
| 2018       | Dominic Inglot Franko Škugor             | Alexander Zverev Mischa Zverev           | 6-2, 7-5                                 |
| 2019       | Jean-Julien Rojer Horia Tecău            | Taylor Fritz Reilly Opelka               | 7-5, 6-3                                 |
| 2020- 2021 | No disputado por la pandemia de COVID-19 | No disputado por la pandemia de COVID-19 | No disputado por la pandemia de COVID-19 |
| 2022       | Ivan Dodig Austin Krajicek               | Nicolas Mahut Édouard Roger-Vasselin     | 6-4, 7-6(5)                              |
| 2023       | Santiago González Édouard Roger-Vasselin | Hugo Nys Jan Zieliński                   | 6-7(8), 7-6(3), [10-1]                   |
| 2024       | Jamie Murray John Peers                  | Wesley Koolhof Nikola Mektić             | 6-3, 7-5                                 |